# Veritas Language Solutions
Veritas Language Solutions Limited ("Veritas") - założona w 2009 firma świadcząca usługi z zakresu tłumaczenia. Była zarejestrowana jako spółka z ograniczoną odpowiedzialnością (private limited company) w Wielkiej Brytanii. Zlikwidowana formalnie w 2021 roku.

## Historia firmy
Veritas powstała jako firma usług tłumaczenia w dniu 1 czerwca 2009. Założona została przez dwóch studentów podyplomowych - Sharon Stephens i Rachel Bryan. Obie założycielki ukończyły stopień magistra z wyróżnieniem w Swansea University w 2009 roku. Spółka rozpoczęła działalność w domu Stephens, jednak się szybko rozwinęła i przeniosła swoją siedzibę pod adres Swansea SA1 Waterfront.
W 2011 roku firma Veritas zatrudniła Terry'ego Byrne'a na stanowisku dyrektora. W przeszłości zatrudniała 30 pracowników w biurze w Wielkiej Brytanii, a także 5500 pisemnych i ustnych tłumaczy na całym świecie. W 2014 roku rozpoczęto proces likwidacji firmy, ostatecznie zakończono go w 2021 roku.

## Nagrody
Veritas zostało ogłoszony jako Najlepszy międzynarodowy biznes przez HSBC Start-up StarsAwards 2010; Najbardziej Obiecujący się Nowy Biznes w Swansea Bay przez Nagrody Biznesu 2011, oraz Najlepsze walijskie przedsiębiorstwo przez Lloyds TSB Nagrody Przedsiębiorczości 2012. Veritas zostało finalistą wielu nagród, w tym "Hot 40" przez Shell LiveWire 2010, Start-ups Women przez Business Awards 2010, NatWest Everywoman 2011, Kobiety w Swansea w Biznesie 2011, South Wales Nagrody Biznesu 2011 i Mumpreneur 2011. W 2010 roku Rachel Bryan została wybrana jako najbardziej inspirująca kobieta spośród 100 brytyjskich kobiet i dołączyła do Modern Muse, inicjatywy, która ma na celu inspirować i angażować kobiety nowej generacji, które są liderami prezentowany przez doskonałe kobiety we wszystkich dziedzinach życia gospodarczego.

## Konkurs tłumaczenia
Co roku Veritas prowadził paneuropejski konkurs tłumaczeniowy dla studentów, o nazwie Veritas University Challenge. Ten konkurs ma na celu znalezienie nadchodzących utalentowanych tłumaczy w całej Europie. W 2011 roku na konkurs wpłynęło ponad 10.000 zgłoszeń w 8 językach.